# Ђорђе Ј. Јанић
Ђорђе Ј. Јанић (Власотинце, 25. јануар 1941) српски је књижевни критичар, историчар, лексикограф, теолог, есејиста и песник.

## Биографија
Родио се у породици Јована, трговца, и Јелице, домаћице. Дипломирао је југословенску и општу књижевност на Филолошком факултету у Београду.
Објављује од 1968. године књижевну критику, књижевну историју, религиозне есеје и студије, књижевну и политичку полемику, есеје о српском духовном наслеђу, као и поезију. Такође објављује текстове и студије из историје, етнологије, фолклористике, политичке коментаре и геополитичке анализе.
Владимир Димитријевић наводи да је Јанић због својих интелектуалних ставова трпео у време Титовог режима:
Због огледа „Бог у делу Момчила Настасијевића“, објављеног 1973. у Теолошким погледима (уредник је био владика Данило Крстић) избачен је са радног места професора књижевности у 11. београдској гимназији, и десет година је био без посла. Разлог за избацивање: „морално-политичка неподобност“ (то се данас зове „политичка некоректност“). У интервјуу датом Српским органским студијама (1-2/2003), Ђорђе Јанић каже: „У то време сам дошао до закључка, да је у тоталитарном друштву боље бити у затвору, јер тамо имаш стан и храну, него бити без посла“.
Јанић је, између осталог, био сарадник Матице српске, као и низа других културних и научних институција. Био је члан редакције часописа Relation Удружења књижевника Србије, зборника Јефимијини дани, Српски југ, Исидоријана, Српске органске студије, као и новина: Новине сербске, Православље, Погледи и Власина.
Објавио је и преко 60 поговора књижевним и научним делима, од којих су неки прелазе по обиму и два штампана табака. Учествовао је као књижевни критичар на књижевним вечерима и на промоцијама књига око 600 пута. Био члан више књижевних жирија, укључујући и жири Нинове награде за роман године.

## Критика
- Ђорђије Вуковић: „У области књижевне критике, господин Ђорђе Ј. Јанић (1941, Власотинце) доказао се као плодан и свестран стваралац. Основно поље истраживања није задовољило његов радознали дух, па се аутор упутио у сродне области које су откривале психологију једног књижевног ствараоца и општу климу времена у којем се књижевно стварање одвијало. Истраживање прошлости откривало је проблеме који су актуелни у наше време, а који ће сигурно одређивати и будућност.“[2]
- Владимир Димитријевић. „Његово јавно ангажовање у политичком животу посткомунистичке Србије било је свагда засновано на хришћанском сведочењу, а не на укључивању у партијску борбу за власт. Текстови које је објављивао у Новинама сербским деведесетих година 20. века прави су пример одмерености и одговорности за сваку написану реч, али и непристајања на квазидемократску кловнијаду смутног доба. Ђорђе Јанић, после свега, свакога може да погледа у очи као човек који није обрукао ни своју веру, ни своје дело (а вера без дела је мртва, каже Јаков, брат Господњи).“[1]

### Књиге
- Сневач јасновидац, Књижевна омладина Србије, Београд, 1981.
- Савременикови записи, „Ново дело“, Београд, 1984.
- Све сенка смрти бива, КМ Сопоћанска виђења, Нови Пазар, 1986.
- Жив Бог: Бог у народним пословицама и изрекама, изабрао и предговор написао Ђорђе Ј. Јанић, „Храст“, Београд. 1990.  978-86-81561-04-1..
- Мали хришћанин: поука српској деци о Богу и народу, Српска књижевна задруга, Београд,. Три издања, као и једно на Брајевом писму. 1992.  978-86-379-0368-0..
- Хаџија вечности, „Храст“, Београд. 1994.  978-86-81561-13-3..
- Хришћанин у свакодневном животу, „Храст“, Београд. 1998.  978-86-81561-14-0..
- Оци отаца наших, „Храст“, Београд, поговор-сепарат из књиге На путевима отаца, епископа Атанасија Јевтића, „Храст“, Београд, 1991.
- Свет страха, Ђ. Ј. Јанић, Београд, 2001.
- Трагање за вером Исидоре Секулић, Универзитетски образовни православни богослови, Београд-Ваљево-Србиње, 2001.
- По милости Божјој: одломак из студије „Политичка мисао владике Николаја“, Ђ. Јанић, Београд. 2005.  978-86-907153-0-5..
- Прастара реч, збирка песама, Ђ. Јанић, Београд. 2005.  978-86-907153-1-2..
- Политика као теодулија: Политичка мисао владике Николаја, Београд : Хришћанска мисао : Хиландарски фонд ; Фоча : Универзитетски образовани православни богослови ; Ваљево : Задужбина „Николај Велимировић и Јустин Поповић“. 2009.  978-86-83643-78-3..
- Песник и свет у књижевном делу Мирка Магарашевића, Удружење „Исидора Секулић“, Београд. 2011.  978-86-87889-03-3..
- Са надом чекајући, Х. Ђ. Јанић и Н. Рочкомановић, Београд. 2012.  978-86-907153-2-9..
- Време и утемељење (2012)
- Доситеј и доситејевштина (2012).

### Циклуси предавања
Важнији циклуси јавних предавања од 1968. до данас:
- „Негативна утопија“ (6 предавања),
- „Краљевић Марко“ (4 предавања),
- „Научна фантастика“ (6 предавања),
- „Српска религиозна поезија“ (8 предавања),
- „Часопис Нова Европа” (1920-1941) (4 предавања),
- „Политичке идеје Св. Николаја Велимировића“ (4 предавања)
- „Религиозне теме и мотиви у Српском књижевном гласнику“ (4 предавања).

### Периодика
Објављивао је књижевну критику, есеје, полемике, теоријске студије, политичке уводнике и коментаре, као и чланке из других области полихисторичног интересовања у већем броју часописа, новина и друге периодике:
Багдала, Банатски весник, Борба, Венац, Видици, Власина, Вукова задужбина, Гледишта, Градина, Демократија, Драма, Држава, Задруга, Завичај, Збиља, Идеје, Илустрована Политика, Индекс (Црна Гора), Интервју, Исидоријана, Искра, Исток (Црна Гора), Јефимија, Књижевна историја, Књижевна критика, Књижевна реч, Књижевне новине, Кораци, Културе Истока, Младост, Монархија (Црна Гора), Наша реч, Невен, Новине сербске, Око (Загреб), Осврти, Осмица, Песничке новине (у две серије), Повеља, Погледи, Политика, Православље, Расковник, Рашка, Реласион, Сабор, Савременик, Сатирикон, Село, Свети кнез Лазар, Сопоћанска виђења, Српски југ, Српски књижевни гласник, Стварање, Стиг, Српске органске студије, Страдија, Студент, Теолошки погледи, Хришћанска мисао и Шумадија.

### Важнији стручно-научни симпозијуми и округли столови
- „Српска народна фантастика“, САНУ, Београд (рад: „Ђаво у српским народним причама”),
- „Послератна српска књижевност“, САНУ, Београд (рад: „Естетизам и неутрална позиција писца”),
- „Урбана култура на Балкану“, САНУ, Београд
- „Теолошки факултет у Београду“, два симпозијума (на првом реферат „Магија, сујеверје и црква”)
- „Растко Петровић“, Институт за књижевност и уметност, Београд
- „Станислав Винавер“, Институт за књижевност и уметност, Београд
- „Историја српске периодике“, Институт за књижевност и уметност, Београд
- „Рецепција преведене социјалне литературе у Југославији (1918—1941)“, Институт за књижевност и уметност, Београд
- „Религиозне теме и мотиви у Српском књижевном гласнику“, Институт за књижевност и уметност, Београд
- „Стваралаштво др Драгише Витошевића“, Институт за књижевност и уметност, Београд
- „Сопоћанска виђења“, Нови Пазар – четири пута са рефератима;
- „Јефимијини дани“, Трстеник – пет пута са рефератима и једном са уводним рефератом;
- „Милован Глишић“, Ваљево
- „Исидорини дани“, Београд, пет пута
- „Поезија Слободана Ракитића“, Задужбина Десанке Максимовић, Београд
- „Поезија Бранислава Петровића“, Задужбина Десанке Максимовић, Београд

Сви прилози са симпозијума, сем о Миловану Глишићу, су штампани. Неки од њих као обимне студије.

### Лексикографија
- Лексикон писаца Југославије (I, II, III, IV), издање Матице српске — обрадио је око седамдесет јединица, од којих је тридесетак биографија, углавном из XIX и прве половине ХХ века.
- Мали Ларус, издање НИП „Вук Караџић“ — обрадио 127 лексиконских јединица српских писаца, 27 писаца из Македоније, и редиговао јединице о хрватским писцима ХХ века.
- Мала енциклопедија Просвета — обрадио око шездесет јединица о српским писцима а известан број већ објављених јединица редиговао и осавременио.

### Библиографије
- Библиографија часописа “Отаџбина” Владана Ђорђевића, са биографском обрадом његових сарадника;
- „Библиографија Крфског Забавника (1916-1918)“, Књижевна историја, 10, 38, 1978, Београд, и сепарат
- Библиографија часописа Расковник (прва серија у редакцији Добрице Ерића, Владете Р. Кошутића и Драгише Витошевића);
- Библиографија предавања на Коларчевом народном универзитету (1944—1985) I-III, Коларчев народни универзитет Београд, 1986.
- Библиографија рецепције културне делатности КНУ (1991,1992).

Радио осамдесетих година ХХ века на Библиографији српске филозофије, као спољни сарадник Института за филозофију у Београду, која није довршена.
Био је више година и спољни сарадник Института за књижевност и уметност у Београду, на пројекту „Историја српске периодике 19. века“. Том приликом је прегледао сву српску периодику тог периода. На овом пројекту је посебно обрађивао српске религиозне часописе XIX и прве половине XX века.